# 8:18
8:18 es el quinto álbum de estudio de la banda estadounidense de metalcore, The Devil Wears Prada, que se lanzó el 17 de septiembre de 2013 a través del sello discográfico Roadrunner Records. Es el primer álbum sin el teclista fundador James Baney y el último álbum con los miembros fundadores Chris Rubey y Daniel Williams. Encabezó las listas cristianas y ocupó el puesto 20 y el 6 en las listas Billboard 200 y rock respectivamente, vendiendo 16.000 copias en la primera semana.

## Lista de canciones
| N.º | Título            | Duración |  |
| 1.  | «Gloom»           | 3:45     |  |
| 2.  | «Rumors»          | 3:02     |  |
| 3.  | «First Sight»     | 3:34     |  |
| 4.  | «War»             | 3:02     |  |
| 5.  | «8:18»            | 2:13     |  |
| 6.  | «Sailor's Prayer» | 3:52     |  |
| 7.  | «Care More»       | 3:15     |  |
| 8.  | «Martyrs»         | 3:28     |  |
| 9.  | «Black & Blue»    | 3:48     |  |
| 10. | «Transgress»      | 3:35     |  |
| 11. | «Number Eleven»   | 3:15     |  |
| 12. | «Home for Grave»  | 3:25     |  |
| 13. | «In Heart»        | 3:27     |  |

| Bonus tracks (Edición japonesa) |                                         |          |  |
| N.º                             | Título                                  | Duración |  |
| 14.                             | «Sailor's Prayer» (Chris Rubey Remix)   | 3:23     |  |
| 15.                             | «Number Eleven» (Jonathan Gering Remix) | 3:45     |  |

## Personal
The Devil Wears Prada
- Daniel Williams – batería
- Andy Trick - bajo
- Chris Rubey – guitarra principal, coros
- Jeremy DePoyster: voz limpia, guitarra rítmica, voz principal y piano en "Care More"
- Mike Hranica – voz principal, guitarras adicionales